# Słomowo (województwo kujawsko-pomorskie)
Słomowo – wieś w województwie kujawsko-pomorskim, w powiecie toruńskim, w gminie Łubianka. Miejscowość wchodzi w skład sołectwa Bierzgłowo.
Przez wieś prowadzi  turystyczny szlak niebieski (20 km) Zamek Bierzgłowski – Bierzgłowo – Słomowo – Siemoń – Raciniewo – Unisław.
W latach 1975–1998 miejscowość administracyjnie należała do województwa toruńskiego.